# Beaumont-sur-Lèze
Beaumont-sur-Lèze este o comună în departamentul Haute-Garonne din sudul Franței. În 2009 avea o populație de 1.510 de locuitori.

## Evoluția populației
| An        | 1975 | 1982  | 1990  | 1999  | 2006  | 2009  |
| --------- | ---- | ----- | ----- | ----- | ----- | ----- |
| Populație | 907  | 1.105 | 1.239 | 1.414 | 1.469 | 1.510 |